# Шеберрас Тестаферрата, Фабрицио
Фабрицио Шеберрас Тестаферрата (итал. Fabrizio Sceberras Testaferrata; 1 апреля 1757, Валлетта, Мальтийский орден — 3 августа 1843, Сенигаллия, Папская область) — первый мальтийский куриальный кардинал и папский дипломат. Титулярный архиепископ Берито с 20 сентября 1802 по 6 апреля 1818. Апостольский нунций в Швейцарии с 20 сентября 1803 по 8 марта 1816. Секретарь Священной Конгрегации по делам епископов и монашествующих с 11 марта 1816 по 6 апреля 1818. Епископ-архиепископ Сенигаллии с 6 апреля 1818 по 3 августа 1843. Кардинал in pectore c 8 марта 1816 по 6 апреля 1818. Кардинал-священник с 6 апреля 1818, с титулом церкви Санта-Пуденциана с 25 мая 1818 по 3 августа 1843.